# Ghezel Ghaje-je Sofla
Ghezel Ghaje-je Sofla – wieś w Iranie, w ostanie Azerbejdżan Zachodni, w szahrestanie Szahin Deż. W 2006 roku liczyła 241 mieszkańców.